# Charaxes rosae
Charaxes rosae är en fjärilsart som beskrevs av Butler 1895. Charaxes rosae ingår i släktet Charaxes och familjen praktfjärilar. Inga underarter finns listade i Catalogue of Life.